# Калн (Пенсільванія)
Калн (англ. Caln) — переписна місцевість (CDP) в США, в окрузі Честер штату Пенсільванія. Населення — 1494 особи (2020).

## Географія
Калн розташований за координатами 39°59′50″ пн. ш. 75°46′58″ зх. д. / 39.99722° пн. ш. 75.78278° зх. д. (39.997111, -75.782888).  За даними Бюро перепису населення США в 2010 році переписна місцевість мала площу 2,09 км², з яких 2,08 км² — суходіл та 0,01 км² — водойми.

## Демографія
Згідно з переписом 2010 року, у переписній місцевості мешкало 1519 осіб у 595 домогосподарствах у складі 397 родин. Густота населення становила 727 осіб/км².  Було 627 помешкань (300/км²).
Расовий склад населення:
| - 65,2 % — білих - 26,7 % — чорних або афроамериканців - 1,3 % — азіатів - 0,4 % — корінних американців - 3,7 % — осіб інших рас |

До двох чи більше рас належало 2,7 %. Частка іспаномовних становила 10,7 % від усіх жителів.
За віковим діапазоном населення розподілялося таким чином: 23,8 % — особи молодші 18 років, 67,4 % — особи у віці 18—64 років, 8,8 % — особи у віці 65 років та старші. Медіана віку мешканця становила 35,1 року. На 100 осіб жіночої статі у переписній місцевості припадало 93,3 чоловіків;  на 100 жінок у віці від 18 років та старших — 91,1 чоловіків також старших 18 років.
Середній дохід на одне домашнє господарство  становив 76 657 доларів США (медіана — 54 934), а середній дохід на одну сім'ю — 79 877 доларів (медіана — 63 203). За межею бідності перебувало 12,7 % осіб, у тому числі 16,5 % дітей у віці до 18 років та 5,0 % осіб у віці 65 років та старших.
Цивільне працевлаштоване населення становило 900 осіб. Основні галузі зайнятості: освіта, охорона здоров'я та соціальна допомога — 41,3 %, науковці, спеціалісти, менеджери — 14,1 %, роздрібна торгівля — 13,6 %.